# Dylan (альбом)
Dylan — тринадцатый альбом американского автора-исполнителя Боба Дилана, выпущенный на лейбле Columbia Records в ноябре 1973 года. Полностью состоит из кавер-версий песен других исполнителей.

## Об альбоме
Dylan был собран и выпущен с минимальным непосредственным участием самого Боба Дилана. Альбом был составлен из неиспользованных записей для альбомов Self Portrait и New Morning. Альбом был выпущен после перехода артиста с Columbia Records на Asylum Records и очень раздутого объявления о его первом большом турне с 1966 года.
Впоследствии в этом видели желание заработать денег и даже «месть» со стороны Columbia, выпустив Dylan на рынке всего за два месяца до выхода Planet Waves, и включив в альбом две неиспользованные песни с раскритикованного многим альбома Self Portrait, остальные семь песен из сессий с New Morning.
Хотя альбом Dylan получил нелестные отзывы критиков, он всё-таки поднялся до 17-й позиции в США и приобрёл золотой статус. В Великобритании этот альбом стал первым, который не попал в чарты, хотя там многие его диски вообще поднимались выше, чем в США. Это — единственный альбом Дилана, содержащий новый (для слушателя) материал, который не был выпущен на компакт-диске на североамериканском рынке. Альбом был выпущен на компакт-диске в Европе, под названием Bob Dylan (A Fool Such as I).

## Список композиций
треки 1—7 записаны в июне 1970 года во время сессий альбома New Morning, треки 8 и 9 записаны в апреле 1969 для альбома Self Portrait.
| №  | Название                     | Автор(ы)                                    | Дата и место записи        | Длительность |
| -- | ---------------------------- | ------------------------------------------- | -------------------------- | ------------ |
| 1. | «Lily of the West»           | народная                                    | 3 июня 1970 года, Нью-Йорк | 3:44         |
| 2. | «Can’t Help Falling in Love» | Джордж Вайс, Хьюго Перетти, Луиджи Креаторе | 3 июня 1970 года, Нью-Йорк | 4:17         |
| 3. | «Sarah Jane»                 | народная                                    | 1 июня 1970 года, Нью-Йорк | 2:43         |
| 4. | «The Ballad of Ira Hayes»    | Питер ЛаФарж                                | 1 июня 1970 года, Нью-Йорк | 5:08         |

| №                   | Название                       | Автор(ы)                          | Дата и место записи          | Длительность |
| ------------------- | ------------------------------ | --------------------------------- | ---------------------------- | ------------ |
| 1.                  | «Mr. Bojangles»                | Джерри Джефф Уокер                | 2 июня 1970 года, Нью-Йорк   | 5:31         |
| 2.                  | «Mary Ann»                     | народная                          | 2 июня 1970 года, Нью-Йорк   | 2:40         |
| 3.                  | «Big Yellow Taxi»              | Джони Митчелл                     | 4 июня 1970 года, Нью-Йорк   | 2:12         |
| 4.                  | «A Fool Such as I»             | Билл Трэйдер                      | 26 апреля 1969 года, Нашвилл | 2:41         |
| 5.                  | «Spanish Is the Loving Tongue» | Билли Саймон, Чарльз Бэджер Кларк | 26 апреля 1969 года, Нашвилл | 4:13         |
| Общая длительность: | Общая длительность:            | Общая длительность:               | Общая длительность:          | 33:09        |

## Участники записи
Приведены по сведениям сайта Улофа Бьорнера, нумерация треков указана по изданию в формате компакт-диска.
Музыканты:
- Боб Дилан — вокал, гитара (в песнях 1—9), губная гармоника (в песнях 1—7), фортепиано (в песнях 1—9)

- Боб Уилсон — фортепиано (в песнях 8, 9)
- Норман Блейк[англ.] — гитара (в песнях 8, 9)
- Чарли Дэниелс — гитара (в песнях 3, 4, 8, 9), бас-гитара (в песнях 1, 2, 5—7)
- Фред Ф. Картер[англ.] — гитара (в песнях 8, 9)
- Чарли Маккой[англ.] — бас-гитара (в песнях 8, 9)
- Питер Дрейк[англ.] — педальная слайд-гитара (в песнях 8, 9)
- Кеннет Баттри[англ.] — ударные (в песнях 8, 9)
- Дэвид Бромберг[англ.] — гитара (в песнях 1—7), добро (в песнях 1—7), бас-гитара (в песнях 3, 4)
- Рон Корнелиус[англ.] — гитара (в песнях 1—7)
- Эл Купер — орган (в песнях 1—7)
- Расс Кункель[англ.] — ударные (в песнях 1—7)
- неизвестные бэк-вокалисты (в песнях 1—7)

Технический персонал:
- Боб Джонстон[англ.] — музыкальный продюсер
- Джон Берг[англ.] — художественное оформление, дизайн
- Эл Клейтон[англ.] — фотографии
- Ричард Кенерсон — шёлкотрафаретная печать

## Позиции в хит-парадах и сертификации
| Год       | Хит-парад                      | Высшая позиция | Пребывание в чарте |
| --------- | ------------------------------ | -------------- | ------------------ |
| 1974      | Канада (RPM Albums Chart)      | 13             | 11 недель          |
| 1973—1974 | США (Billboard Top LPs & Tape) | 17             | 24 недели          |

| Регион                                                      | Сертификация | Продажи  |
| ----------------------------------------------------------- | ------------ | -------- |
| США (RIAA)                                                  | Золотой      | 500 000^ |
| ^ Данные о тиражах приведены только на основе сертификации. |              |          |